# Список заповедников Туркменистана
В Туркменистане расположено 9 заповедников.

## Список заповедников
|    | Название                         | Оригинальное название         | Основан | Площадь, га (км²) | На карте                                                                       |
| -- | -------------------------------- | ----------------------------- | ------- | ----------------- | ------------------------------------------------------------------------------ |
| 1. | Репетекский заповедник           | Repetek goraghanasy           | 1927    | 34,600 га         | Репетекский заповедникРепетекский заповедник, Туркменистан                     |
| 2. | Бадхызский заповедник            | Bathyz goraghanasy            | 1941    | 86,000 га         | Бадхызский заповедникБадхызский заповедник, Туркменистан                       |
| 3. | Хазарский заповедник             | Hazar goraghanasy             | 1968    | 192,3 га          | Хазарский заповедникХазарский заповедник, Туркменистан                         |
| 4. | Копетдагский заповедник          | Köpetdag goraghanasy          | 1976    | 49,800 га         | Копетдагский заповедникКопетдагский заповедник, Туркменистан                   |
| 5. | Сюнт-Хасардагский заповедник     | Sünt-Hasardag goraghanasy     | 1978    | 13,4 га           | Сюнт-Хасардагский заповедникСюнт-Хасардагский заповедник, Туркменистан         |
| 6. | Капланкырский заповедник         | Gaplaňgyr goraghanasy         | 1979    | 282,8 га          | Капланкырский заповедникКапланкырский заповедник, Туркменистан                 |
| 7. | Амударьинский заповедник         | Amyderýa goraghanasy          | 1982    | 49,5 га           | Амударьинский заповедникАмударьинский заповедник, Туркменистан                 |
| 8. | Кёйтендагский заповедник         | Köýtendag goraghanasy         | 1986    | 27,1 га           | Кугитангский заповедникКугитангский заповедник, Туркменистан                   |
| 9. | Берекетли-Каракумский заповедник | Bereketli Garagum goraghanasy | 2013    | 87, 000 га        | Берекетли-Каракумский заповедникБерекетли-Каракумский заповедник, Туркменистан |